# Lars Briell
Lars Briell, född 5 maj 1973, är en svensk före detta professionell ishockeyspelare (center).
Lars har spelat för IF Björklöven och Tegs SK under sin karriär. Med IF Björklöven avancerade han till Elitserien 1993, 1998 och 2000.